# Chéri (film, 1950)
Pour les articles homonymes, voir Chéri.
Pour plus de détails, voir Fiche technique et Distribution.
Chéri est une comédie dramatique française réalisée par Pierre Billon, sortie en 1950.

## Synopsis
Léa de Lonval, une courtisane de près de cinquante ans, est la maîtresse de Fred Peloux, appelé Chéri. À mesure qu'elle éprouve le manque de conviction croissant de son jeune amant, Léa ressent, avec un émerveillement désenchanté et la lucidité de l'amertume, les moindres effets d'une passion qui sera la dernière. Pourtant il suffira à Chéri d'épouser la jeune et tendre Edmée pour comprendre que la rupture avec Léa ne va pas sans regrets. 

## Fiche technique
- Titre : Chéri
- Réalisation : Pierre Billon
- Scénario : Pierre Laroche, d'après l'œuvre de Colette
- Dialogues : Colette
- Photographie : Nicolas Toporkoff
- Montage : Andrée Danis et Suzanne Girardin
- Musique : Marcel Landowski
- Décors : Raymond Druart
- Costumes : Jacqueline Guyot
- Sociétés de production : Codo-Cinéma - Les Productions Claude Dolbert
- Pays de production :  France
- Format : Noir et blanc - 1,37:1 - 35 mm - Son mono
- Genre : Comédie dramatique
- Durée : 90 minutes
- Date de sortie :
  - France :  6 septembre 1950
- Affiches : Boris Grinsson, Hervé Morvan

## Distribution
- Jean Desailly : Fred Peloux, dit "Chéri", un trop joli garçon, fils d'une-demi-mondaine, qui entretient une liaison avec Léa
- Marcelle Chantal : Léa, une courtisane dont la beauté se fane, sa maîtresse affectueuse
- Yvonne de Bray : la Copine
- Marcelle Derrien : Edmée, la jeune femme que, sans l'aimer vraiment, Chéri finit par épouser
- Jane Marken : Charlotte Peloux, la mère de Chéri, une ancienne demi-mondaine
- Guy Haurey : Guido
- Made Siamé : Rose
- Suzanne Dantès : Marie-Laure
- Maïa Poncet : la baronne
- Jane Faber : Lili
- Francine Lohier
- Raoul Chantrel
- Henri Henriot

## Mise au point
En 1948, Jean Marais avait interprété le rôle de Chéri au théâtre  avec Valentine Tessier dans le rôle de Léa mais il refusa de reprendre le même rôle dans la version filmique, au profit de Jean Desailly, par solidarité pour sa partenaire de scène, évincée de son rôle à l’écran, sous le prétexte d'être trop âgée.